# Morbach
Morbach település Németországban, Rajna-vidék-Pfalz tartományban. Lakosainak száma 10 687 fő (2023. december 31.).

## Népesség
A település népességének változása:
| Lakosok száma | 9567 | 10 531 | 10 481 | 10 496 | 10 565 | 10 701 | 10 687 |
|               | 1975 | 2014   | 2017   | 2019   | 2021   | 2022   | 2023   |